# Nota espacial
Nota espacial è un singolo del rapper argentino Duki, pubblicato il 26 marzo 2020.

## Tracce
1. Nota espacial – 2:38